# Trapiche (moulin)
Pour les articles homonymes, voir Trapiche.

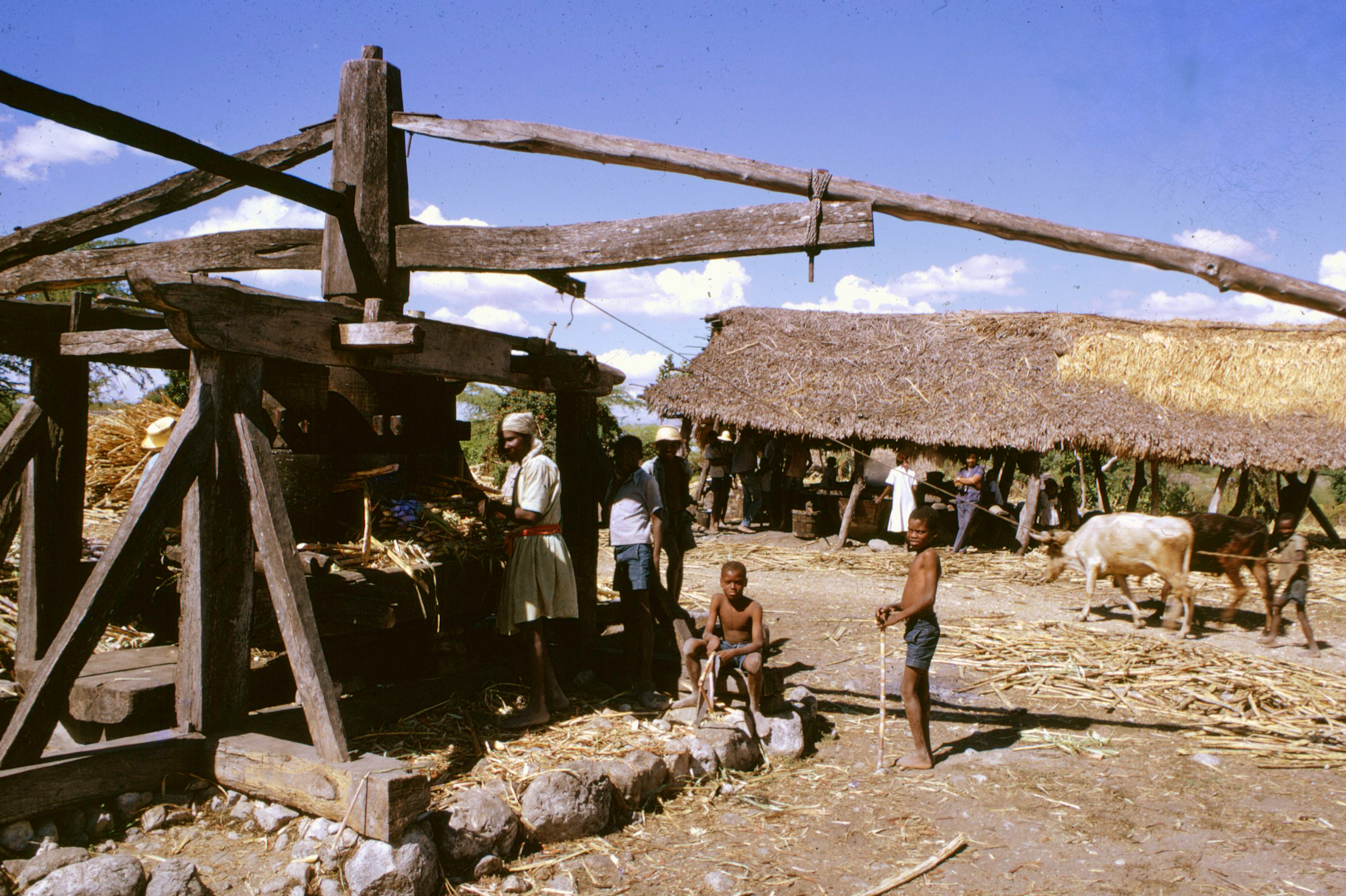
Moulin à sucre à traction bovine à Galette-Chambon dans la plaine du Cul-de-Sac en Haïti

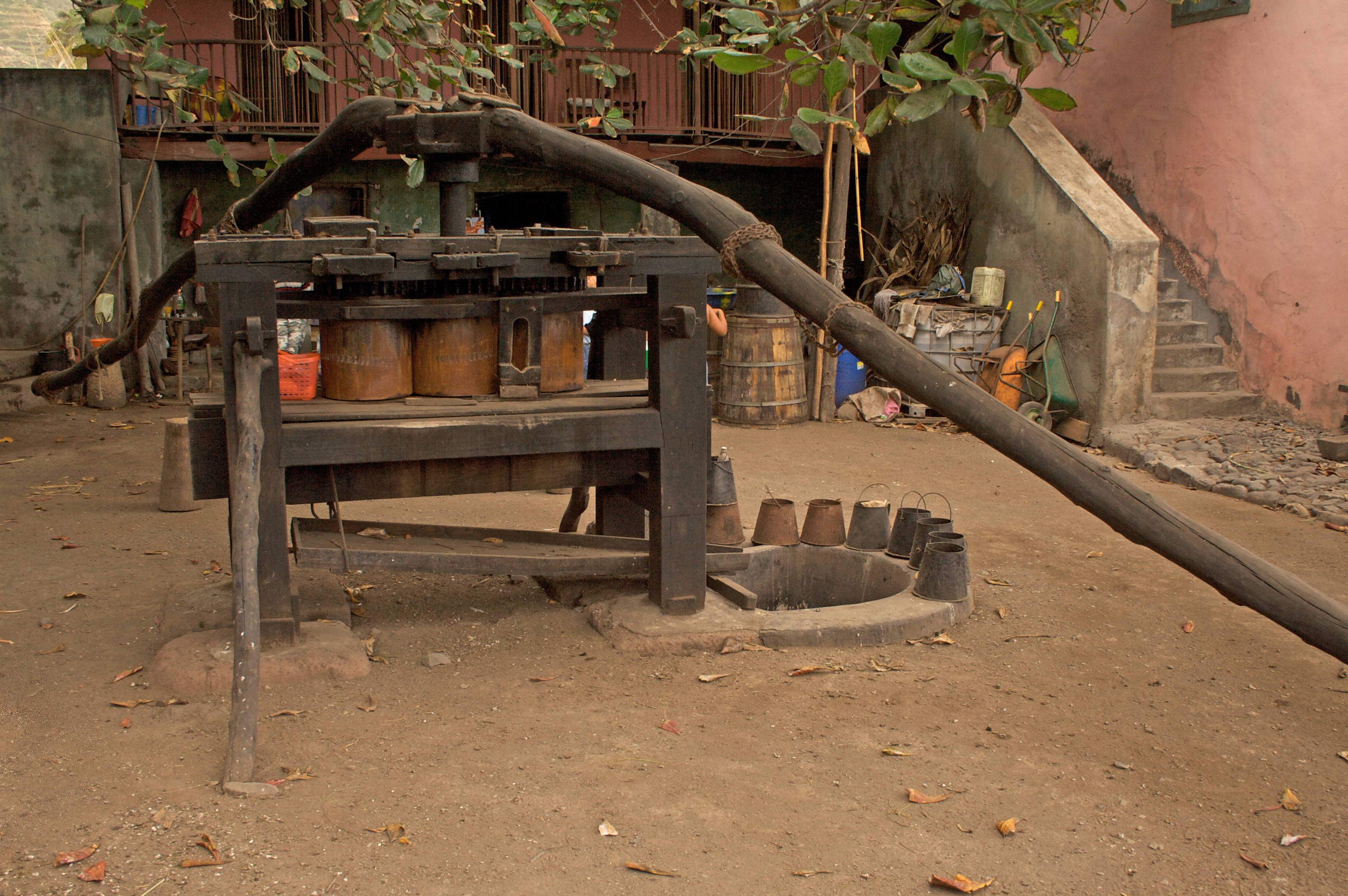
Trapiche à Santo Antão (Cap-Vert)

Le trapiche (ou engenho) est un moulin traditionnel utilisé pour extraire les sucs de la canne à sucre en vue de sa distillation – parfois aussi de l'olive. Par extension le terme peut aussi désigner le lieu sur lequel se trouve l'installation, c'est-à-dire la ferme (finca-trapiche), ou par la suite l'atelier.
Automatisée dans les pays plus industrialisés, l'extraction du jus de canne à l'aide du trapiche se poursuit au Cap-Vert, particulièrement sur les îles de Santo Antão et Santiago, où il reste nécessaire à la fabrication du grogue, le rhum local.
En Amérique du Sud une forme de trapiche était aussi utilisée pour l'extraction du minerai.

## Étymologie et définition
Dans son Nouveau dictionnaire français-espagnol et espagnol-français de 1775, Nicolas de Séjournant propose une étymologie latine, trapetum, et donne la définition suivante : « Rouleaux qui servent à écraser les cannes de sucre, dans les moulins à sucre ».

## Fonctionnement
À l'origine le trapiche est une sorte de pressoir en bois constitué de trois cylindres métalliques tournant en sens contraire. Grâce à un levier en bois légèrement arqué (parfois appelé almanjarra) et à un système d'engrenages, ils sont actionnés par la rotation d'une paire de bœufs ou de mules, guidés par un homme connu sous le nom de kolador di boi au Cap-Vert. Deux autres personnes font passer la canne à sucre entre les cylindres qui la broient et permettent l'écoulement du jus.

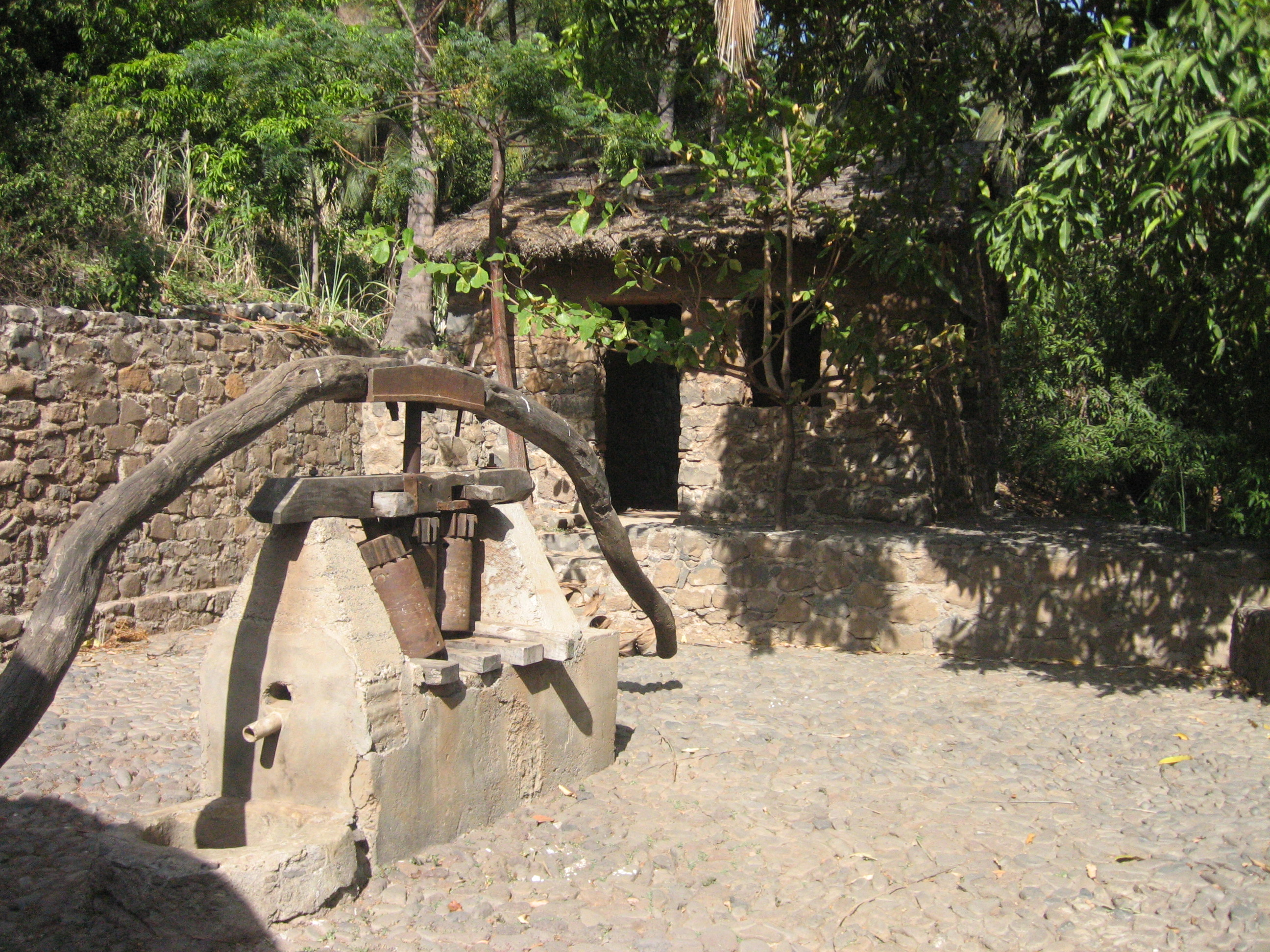
Trapiche à Cidade Velha
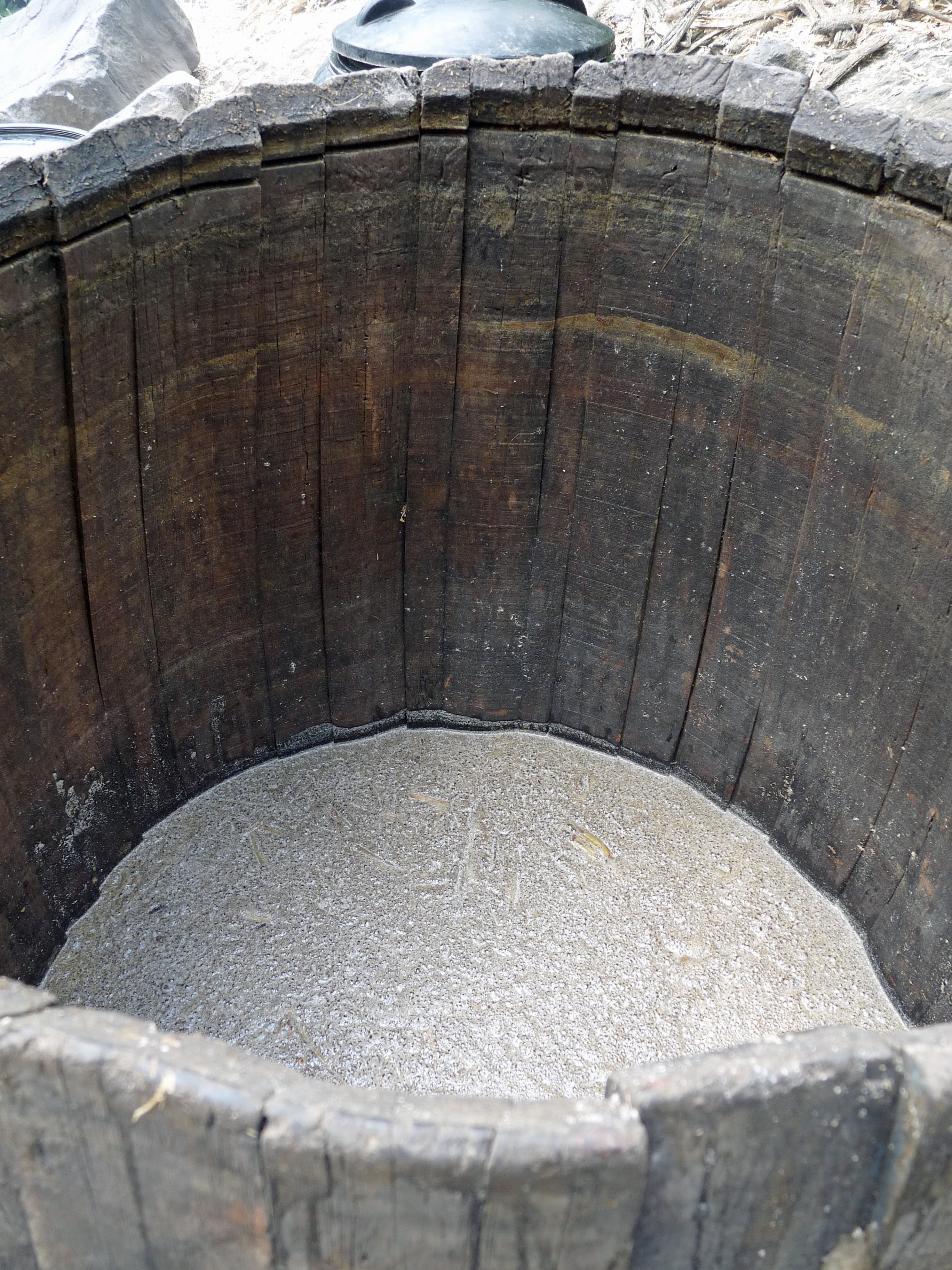
Jus de la canne à sucre (Ribeira Grande de Santiago)
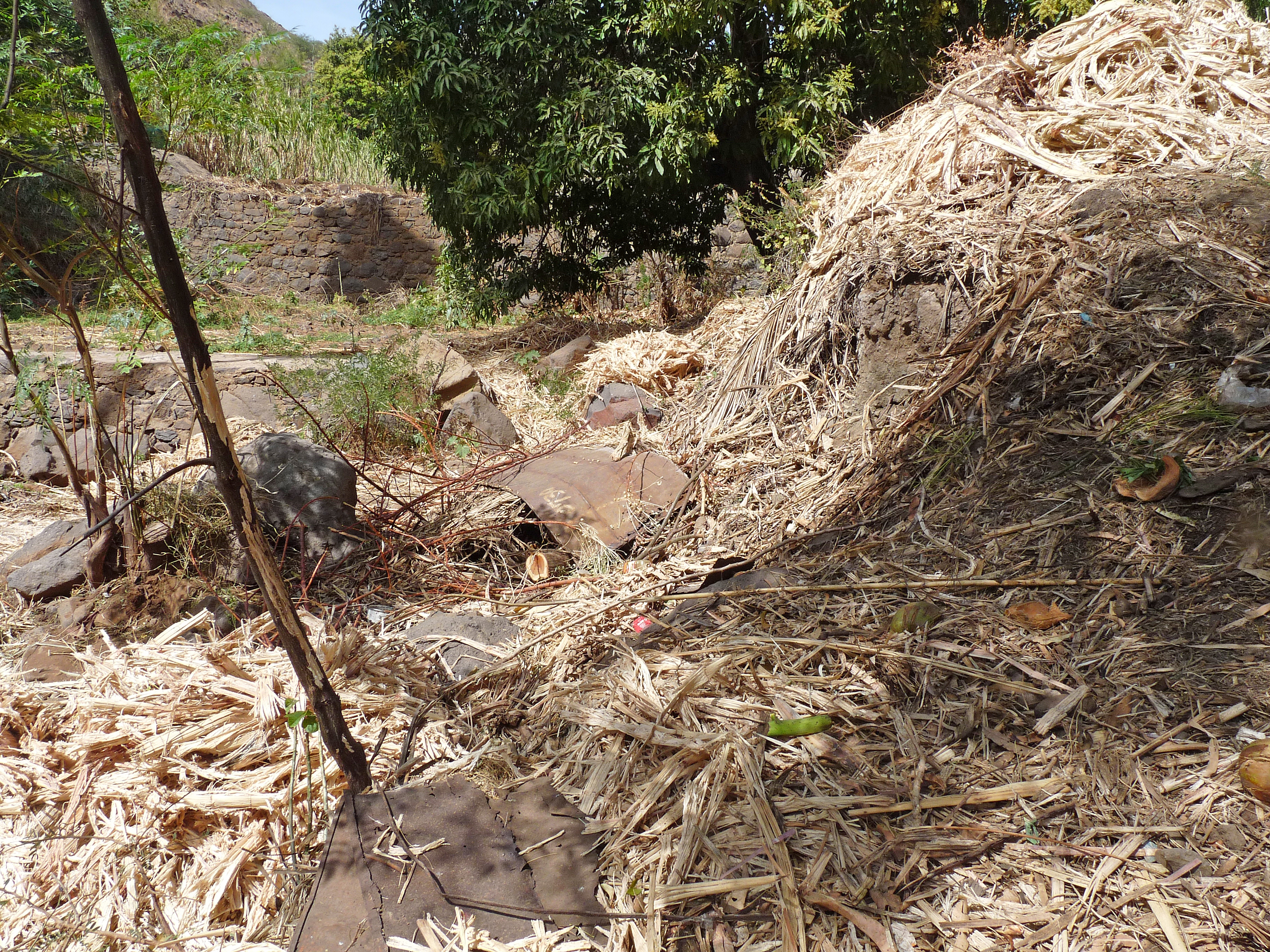
Bagasse ou canne à sucre déchiquetée après expression du vezou (Ribeira Grande de Santiago)

## Histoire
Dans les archipels de la Macaronésie comme en Amérique latine, l'histoire de la canne à sucre est étroitement liée à celle de la colonisation et de l'esclavage. Sa culture se développe entre le XVIe et le XIXe siècle.
Plusieurs gravures anciennes, dont une planche de la série « Œconomie rustique-Sucrerie » de l'Encyclopédie de Diderot et d'Alembert, illustrent cette technique aussi rudimentaire que répandue.
Au Cap-Vert, sous l'ère coloniale, le trapiche est d'abord actionné par des esclaves, avant le recours à la force animale. De cette période, sur l'île de Santo Antão, datent les « cantigas-de-curral-de-trapiche » (ou aboios), des chants destinés à encourager les bœufs ou les hommes.

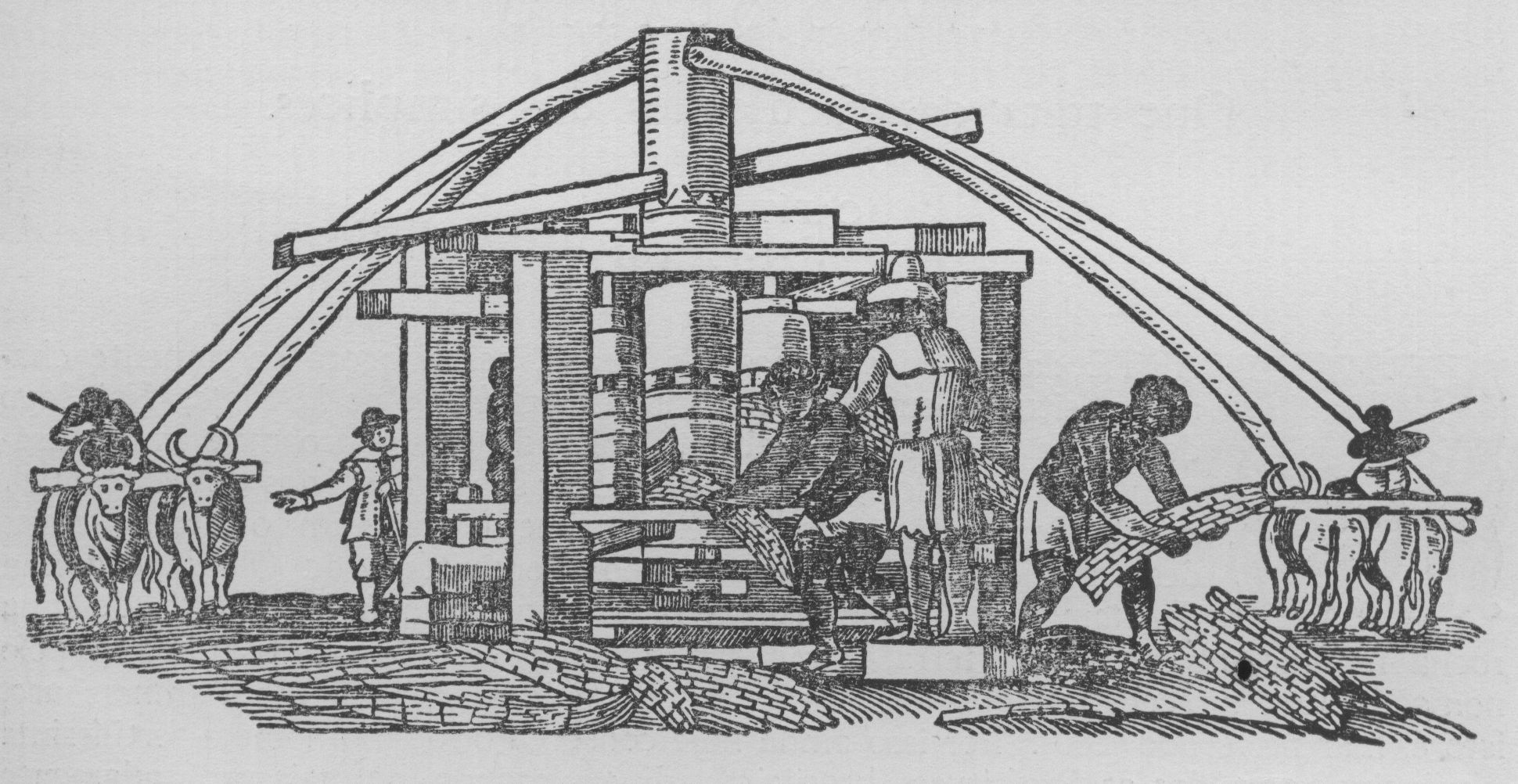
(Historia Naturalis Brasiliae, 1648)
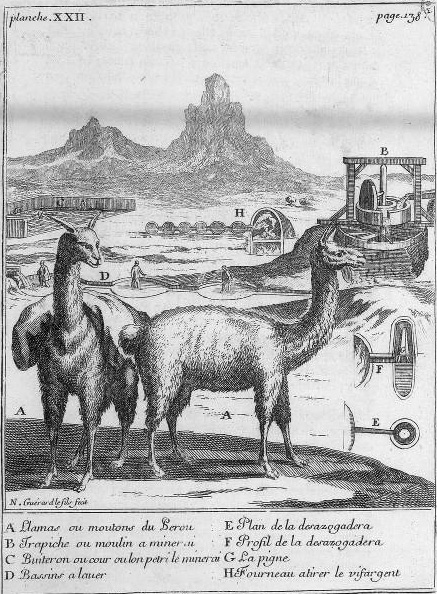
Moulin à minerai (Pérou, gravure de 1732)
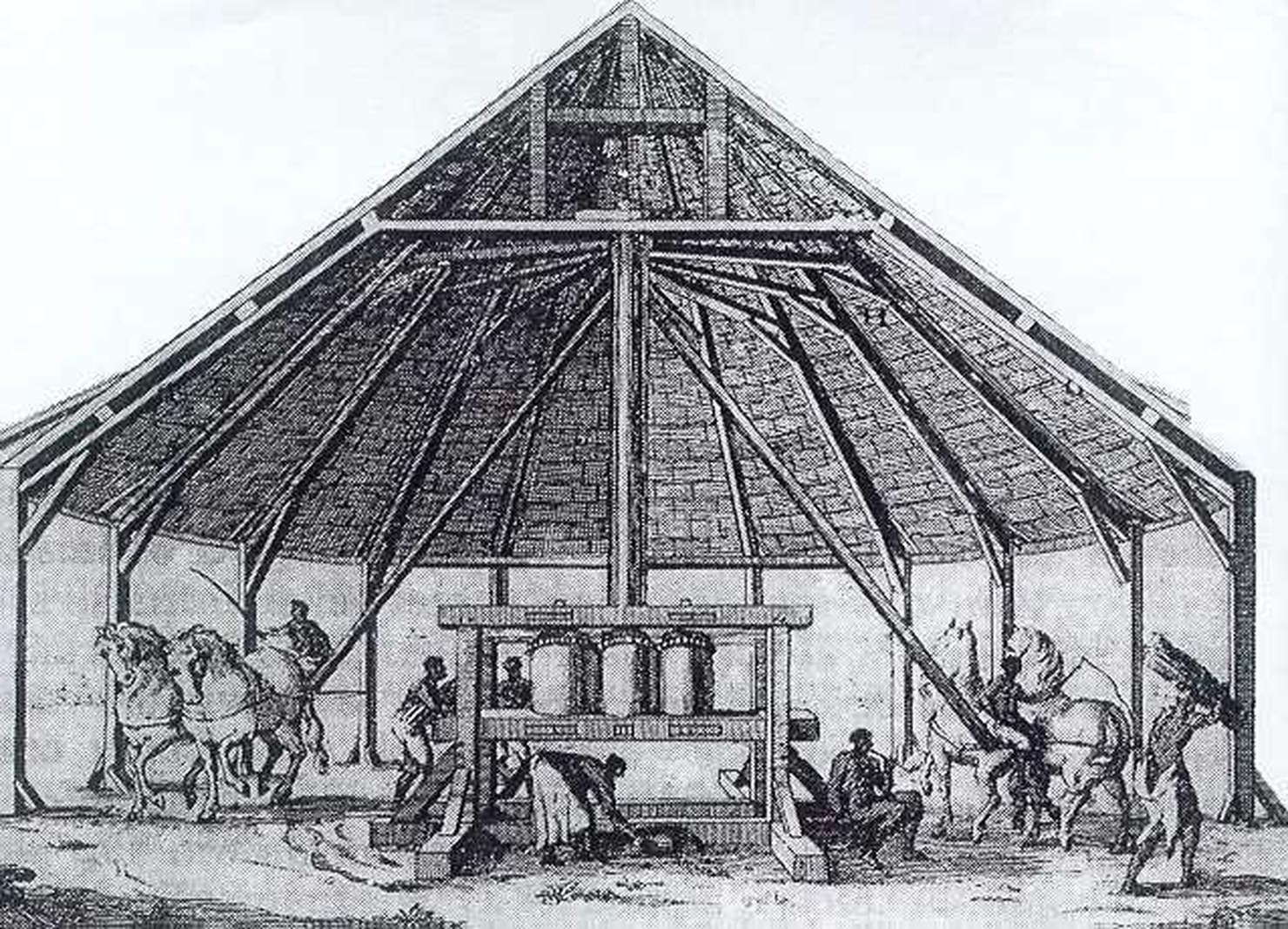
Traction animale (Encyclopédie de Diderot et d'Alembert, 1762)
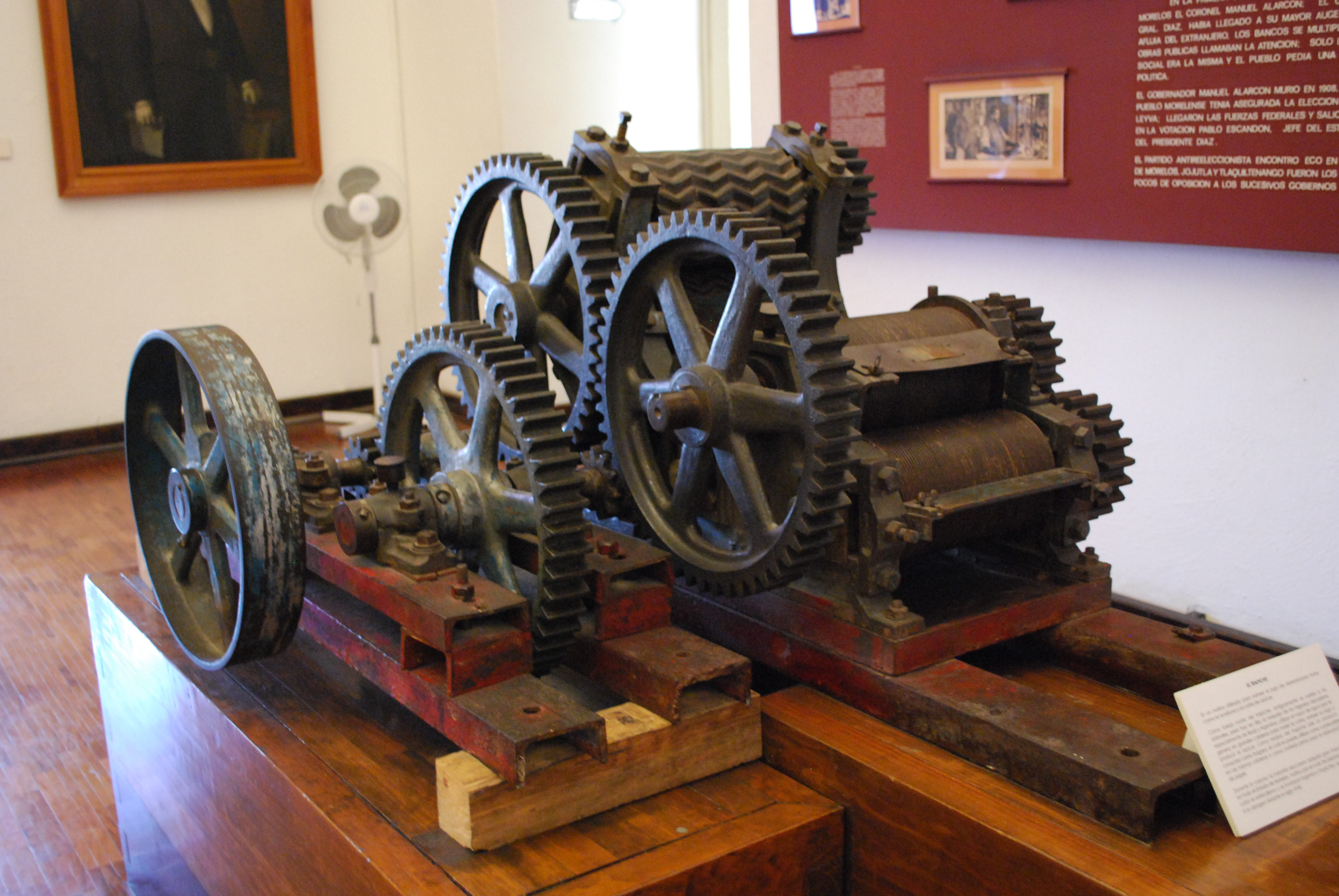
Machine (Mexique, fin du XIXe - début du XXe siècle)
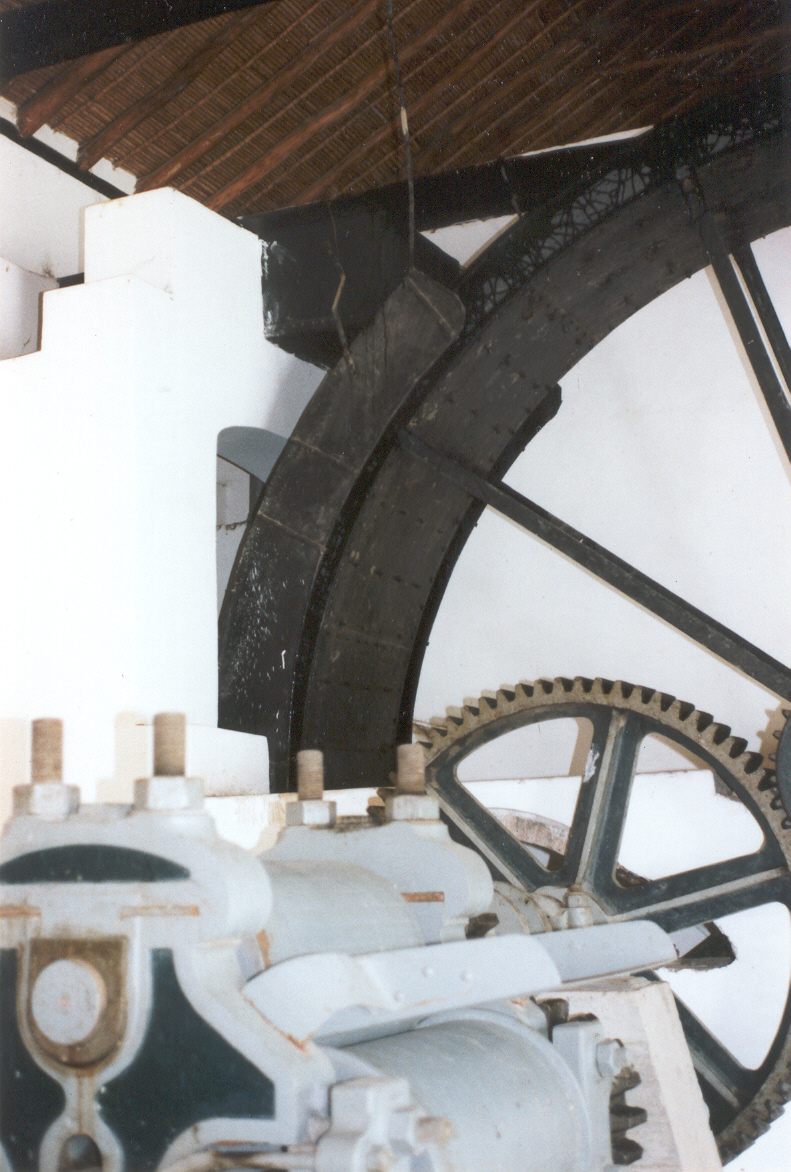
Roue hydraulique (Venezuela)